# Вајар
Вајар или скулптор је ликовни уметник који ствара тродимензионална уметничка дела, позната као скулптуре. За разлику од сликара или цртача који раде на дводимензионалној површини, вајар обликује волумен у простору, користећи различите материјале и технике како би изразио своју уметничку визију. Вајарство је једна од најстаријих уметничких форми, присутна у готово свим културама и епохама.

## Дефиниција и улога
Вајар је уметник који концептуализује и реализује уметничка дела у три димензије – висини, ширини и дубини. Његов основни задатак је да материјалу (камену, дрвету, металу, глини, итд.) да одређени облик, структуру, текстуру и значење. Као што сликар слика или цртач црта, вајар "ваја" – што може укључивати моделовање (додавање материјала), клесање или резбарење (одузимање материјала), ливење (коришћење калупа) или конструисање (спајање различитих елемената). Улога вајара може бити разнолика: од стварања дела са чисто естетском функцијом, преко израде споменика и јавне уметности са меморијалним или симболичким значајем, до креирања функционалних или декоративних предмета у оквиру примењене уметности.

## Вајарске технике и материјали
Вајари користе широк спектар техника и материјала у свом раду, што утиче на изглед, трајност и изражајне могућности скулптуре.

### Технике
- Моделовање: Представља адитивни поступак, где се скулптура гради додавањем меког материјала (нпр. глина, восак, пластелин). Омогућава лако обликовање и корекције.[3]
- Клесање (или тесање): Субтрактивни поступак, где се одузимањем материјала од каменог или дрвеног блока долази до жељене форме. Користе се алати попут длета, чекића, бата.
- Резбарење: Техника слична клесању, али се обично односи на рад у дрвету, слоновачи или другим мекшим материјалима.
- Ливење: Процес израде скулптура уливањем растопљеног метала (најчешће бронзе, али и гвожђа, алуминијума) или другог материјала (нпр. гипс, смола) у калуп. Најпознатија техника је ливење у изгубљеном воску (cire perdue).
- Конструисање и асамблаж: Стварање скулптуре спајањем различитих, често већ постојећих, елемената или материјала (металних делова, дрвета, пластике, пронађених објеката - objet trouvé).
- Заваривање: Техника спајања металних делова.

### Материјали
- Глина: Један од најстаријих и најосновнијих вајарских материјала. Може се пећи (теракота) или користити за израду модела за ливење.
- Камен: Изузетно трајан материјал, користи се од давнина (нпр. мермер, гранит, пешчар, кречњак, базалт).
- Дрво: Погодно за резбарење, нуди различите текстуре и боје у зависности од врсте дрвета.
- Метал: Најчешће бронза, али и гвожђе, челик, сребро, злато, алуминијум.
- Гипс: Често се користи за израду студија, модела, калупа, а понекад и као финални материјал.
- Восак: Користи се за моделовање и као део процеса ливења у бронзи.
- Савремени материјали: Пластика, стакло, бетон, полимерне смоле, текстил, папир, и други неконвенционални материјали.

## Историјски развој улоге вајара
Улога и статус вајара значајно су се мењали кроз историју:
- Праисторија и античке цивилизације: Вајари су често били анонимни занатлије, али су њихова дела (нпр. палеолитске венере, египатске статуе фараона, грчке скулптуре богова и хероја) имала кључну ритуалну, религиозну или репрезентативну функцију.
- Средњи век: У Европи, вајари (често клесари) били су углавном ангажовани на украшавању катедрала и цркава каменом пластиком. Били су високоспецијализоване занатлије, често удружени у цехове, који су владали знањима из геометрије и градитељске технологије. Свој рад су понекад обележавали клесарским знаковима.
- Ренесанса: Доноси значајну промену; вајари попут Донатела, Микеланђела, Гибертија добијају статус самосталних уметника, интелектуалаца и генија. Наглашава се индивидуална креативност и ауторство.[4]
- Од барока до XIX века: Образовање се премешта на уметничке академије, где се инсистира на цртању према живим моделима и античким узорима, као и на моделовању. Дефинитивно извођење скулптуре у трајном материјалу (нпр. мермеру или бронзи) често је било поверено специјализованим занатлијама или помоћницима у радионици, под надзором уметника. Ово је понекад доводило до одвајања непосредног рада вајара од финалног дела. Током XIX века, вајар који је у потпуности сам изводио своја дела у тврдим материјалима био је ређи.
- XX и XXI век: Са појавом Огиста Родена и других пионира модерне скулптуре, вајари све више теже директном раду са материјалом, истраживању нових форми, техника и концепата. Наглашава се лични израз и експеримент. Иако и данас вајари могу користити помоћнике или специјализоване радионице (нпр. за ливење у бронзи), многи инсистирају на личном учешћу у свим фазама стварања, а посебно у завршној обради. Улога вајара се проширила и на инсталације, ленд-арт, асамблаж и друге савремене уметничке праксе.

## Образовање и вештине
Занимање вајара захтева комбинацију уметничког талента, техничке вештине, познавања материјала и теоријског знања. Потребне вештине укључују:
- Креативност и способност тродимензионалног размишљања и визуелизације.
- Познавање анатомије, пропорција и форме.
- Вештина у раду са различитим вајарским материјалима и алатима.
- Познавање историје уметности, посебно историје вајарства.
- Стрпљење, прецизност, посвећеност и често физичка издржљивост.

Образовање вајара стиче се на уметничким академијама и факултетима ликовних уметности, на одсецима за вајарство. У Србији, то су пре свега Факултет ликовних уметности у Београду и Академија уметности у Новом Саду.

## Значајни вајари (као илустрација)
Историја вајарства познаје велики број истакнутих уметника. Неки од светски познатих вајара су Фидија, Праксител, Микеланђело, Донатело, Бернини, Роден, Бранкузи, Хенри Мур, Ђакомети, Александар Калдер. У српском вајарству, значајна имена су, између осталих, Петар Убавкић, Ђорђе Јовановић, Симеон Роксандић, Тома Росандић, Сретен Стојановић, Ристо Стијовић, Олга Јеврић, Олга Јанчић. (За детаљнији преглед видети Списак српских вајара).